# Northam (Australie)
Northam (6 009 habitants) est une ville située dans la vallée de l'Avon, au confluent de l'Avon avec la Mortlock dans la Wheatbelt en Australie-Occidentale, à 96 kilomètres au nord-est de Perth.

La ville est le centre administratif de la zone d'administration locale ( Local Government Area ) de Northam.
Centre agricole réputé, la ville se situe non loin des champs aurifères de Kalgoorie-Boulder. Son patrimoine architectural est principalement constitué de la St John's church (1890) et de l'old girl's school (1877), devenue un centre artistique.
Steve Fossett devint la première personne à faire le tour du monde en ballon seul et sans escale. Il s'envola de Northam le 19 juin 2002 et se reposa au Queensland le 3 juillet.

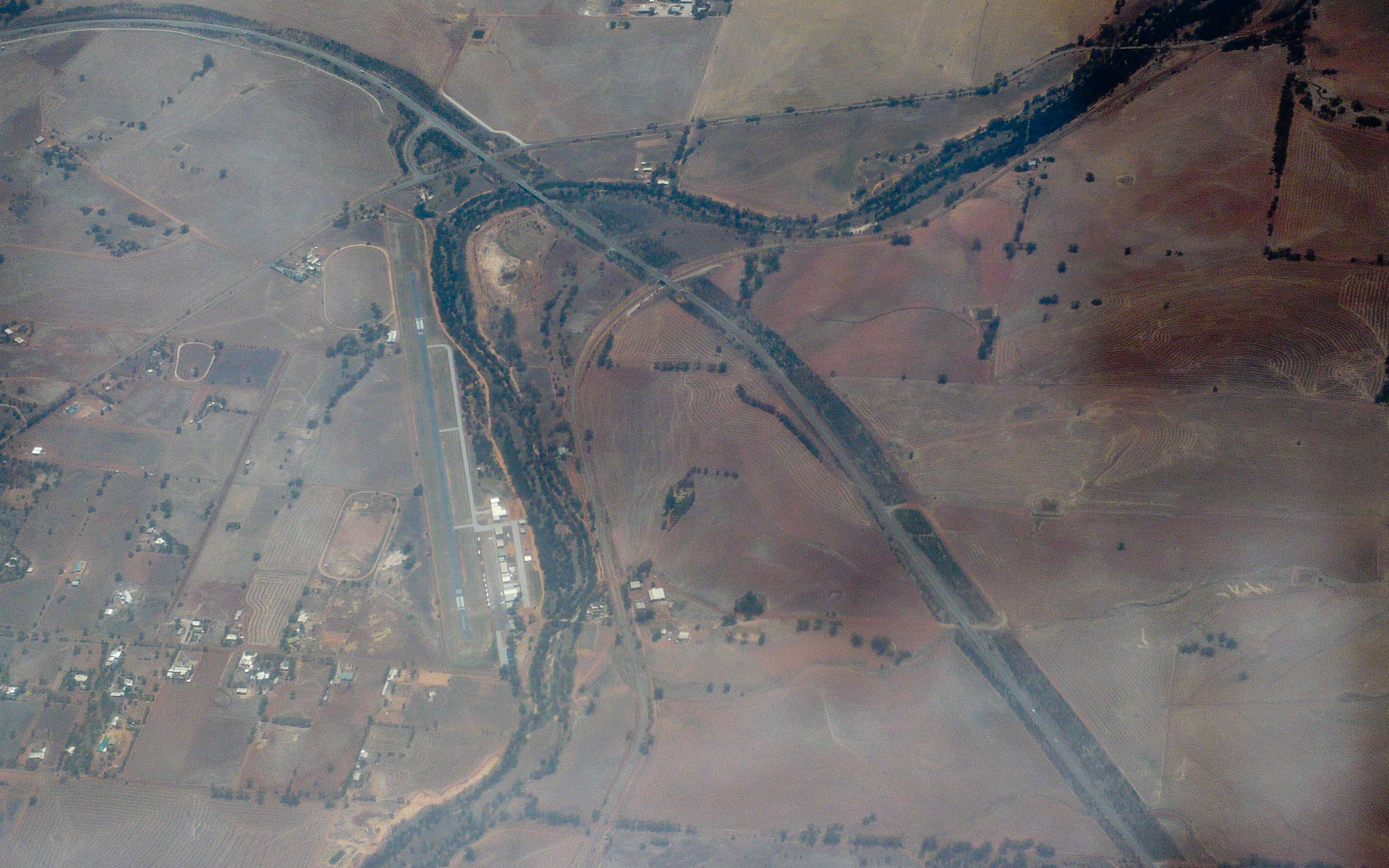
Aéroport de Northam, au croisement de la Great Eastern Highway avec la Route 115

## Climat
Northam a un climat méditerranéen chaud d'été (Köppen : Csa) avec des étés chauds et secs, et des hivers doux et assez humides. La température la plus faible est de −3,9 °C le 26 juin 1961. La température la plus élevée enregistrée a été 48,1 °C le 3 février 2007.
| Mois                                            | jan. | fév. | mars | avril | mai  | juin | jui. | août | sep. | oct. | nov. | déc. | année |
| ----------------------------------------------- | ---- | ---- | ---- | ----- | ---- | ---- | ---- | ---- | ---- | ---- | ---- | ---- | ----- |
| Température minimale moyenne (°C)               | 17,2 | 17,2 | 15,5 | 12    | 8,4  | 6,4  | 5,4  | 5,6  | 6,9  | 9    | 12,5 | 15,4 | 11    |
| Température maximale moyenne (°C)               | 34,3 | 33,7 | 30,8 | 26,1  | 21,3 | 18   | 17   | 18   | 20,5 | 24,2 | 28,6 | 32,2 | 25,4  |
| Record de froid (°C)                            | 7,3  | 7,9  | 4,9  | 0,6   | −2,3 | −3,9 | −3,2 | −1,7 | −1,4 | −0,3 | 2,1  | 4,5  | −3,9  |
| Record de chaleur (°C)                          | 46,3 | 48,1 | 43,9 | 39,5  | 35,2 | 27,2 | 25,2 | 29,7 | 34,7 | 40   | 44,1 | 45,6 | 48,1  |
| Précipitations (mm)                             | 11,7 | 13,8 | 19,3 | 23,1  | 54,5 | 77,6 | 81,5 | 61,3 | 37   | 24,5 | 12,3 | 9    | 424,3 |
| dont nombre de jours avec précipitations ≥ 1 mm | 1,1  | 1,3  | 1,7  | 3     | 6    | 8,4  | 9,3  | 7,9  | 5,8  | 3,9  | 2,2  | 1,3  | 51,9  |
| Humidité relative (%)                           | 31   | 34   | 37   | 45    | 54   | 62   | 64   | 60   | 55   | 44   | 35   | 32   | 46    |

## Personnalités liées à la commune
- Kim E. Beazley, ministre de l'éducation australien de 1972 à 1975, né à Northam.